# Cássio Gabus Mendes

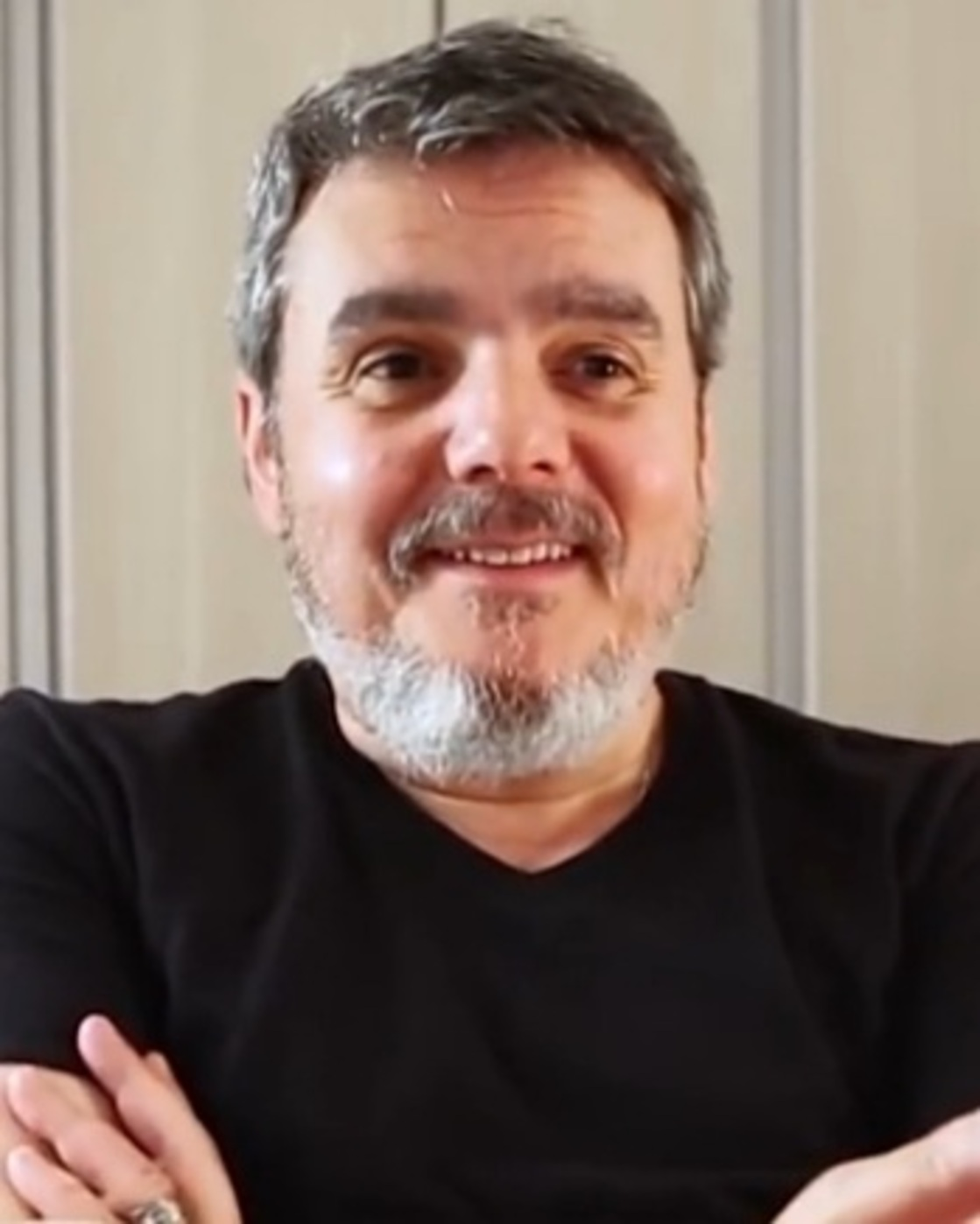
Cássio Gabus Mendes (2020)

Cássio Gabus Mendes (* 29. August 1961 in São Paulo, São Paulo als Cássio Sanchez Mendes) ist ein brasilianischer Schauspieler.

## Leben
Mendes wurde am 29. August 1961 in São Paulo als Sohn des Drehbuchautors Cassiano Gabus Mendes (1929–1993) geboren. Sein Bruder ist der Schauspieler Tato Gabus Mendes (* 1960), sein Großvater war der Schauspieler, Filmschaffende und Filmkritiker Otávio Gabus Mendes (1906–1946). Sein Onkel ist der Schauspieler Luis Gustavo (* 1934). Er ist seit 1991 mit der brasilianischen Schauspielerin Lídia Brondi verheiratet.
Er debütierte Anfang der 1980er Jahre als Fernsehdarsteller. Er konnte sich als Fernsehseriendarsteller ab Mitte der 1980er Jahre einen Namen machen. Größere Serienrollen übernahm er von 1983 bis 1984 in Champagne, von 1989 bis 1990 in Tieta, von 1990 bis 1991 in Meu Bem, Meu Mal, 2002 in Desejos de Mulher, von 2007 bis 2008 in Desejo Proibido, von 2008 bis 2009 in Três Irmãs, 2011 in Insensato Coração, von 2012 bis 2013 in Lado a Lado sowie von 2017 bis 2018 in Tempo de Amar. 2011 spielte er neben Deborah Secco in Bruna Surfergirl – Geschichte einer Sex-Bloggerin.

## Filmografie (Auswahl)
- 1982: Elas por Elas (Fernsehserie)
- 1983: Pão Pão, Beijo Beijo (Fernsehserie)
- 1983–1984: Champagne (Fernsehserie, 167 Episoden)
- 1984: Livre para Voar (Fernsehserie)
- 1985: Tititi (Fernsehserie)
- 1986: Roda de Fogo (Fernsehserie, Episode 1x01)
- 1987: Brega & Chique (Fernsehserie)
- 1988: Vale Tudo (Fernsehserie)
- 1988: Sampa (Mini-Serie, 4 Episoden)
- 1989: Nem Tudo Que É Sonho Desmancha no Ar (Kurzfilm)
- 1989–1990: Tieta (Fernsehserie, 195 Episoden)
- 1990–1991: Meu Bem, Meu Mal (Fernsehserie, 173 Episoden)
- 1992: Anos Rebeldes (Mini-Serie, 20 Episoden)
- 1993: O Mapa da Mina (Fernsehserie, 137 Episoden)
- 1994: Tropicaliente (Fernsehserie, 187 Episoden)
- 1994: Caso Especial (Fernsehserie)
- 1994: Você Decide (Fernsehserie, 2 Episoden)
- 1995: Explode Coração (Fernsehserie)
- 1995: Decadência (Mini-Serie, 12 Episoden)
- 1996: A Vida Como Ela É... (Fernsehserie, 8 Episoden)
- 1997: A Indomada (Fernsehserie)
- 1998: Boleiros: Era Uma Vez o Futebol...
- 1999: Orfeu
- 1998–1999: Mulher (Fernsehserie, 60 Episoden)
- 2000: Você Decide (Fernsehserie, 2 Episoden)
- 2001: Um Anjo Caiu do Céu (Fernsehserie)
- 2001: Brava Gente (Fernsehserie)
- 2001–2002: Os Normais (Fernsehserie, 2 Episoden, verschiedene Rollen)
- 2002: O Quinto dos Infernos (Mini-Serie)
- 2002: Sai de Baixo (Fernsehserie, Episode 7x10)
- 2002: Desejos de Mulher (Fernsehserie, 185 Episoden)
- 2003: A Diarista (Fernsehfilm)
- 2004: Como Fazer Um Filme de Amor
- 2004: Um Só Coração (Mini-Serie, 2 Episoden)
- 2004–2005: Começar de Novo (Fernsehserie, 86 Episoden)
- 2005: A História de Rosa (Fernsehfilm)
- 2005: Linha Direta (Fernsehserie)
- 2005–2007: Os Amadores (Fernsehserie, 3 Episoden)
- 2006: Boleiros 2: Vencedores e Vencidos
- 2006: Trair e Coçar é Só Começar
- 2006: Batismo de Sangue
- 2006: JK (Mini-Serie, 2 Episoden)
- 2007: Caixa Dois
- 2007: Amazônia: De Galvez a Chico Mendes (Mini-Sserie, 10 Episoden)
- 2007–2008: Desejo Proibido (Fernsehserie, 121 Episoden)
- 2008–2009: Três Irmãs  (Fernsehserie, 82 Episoden)
- 2009: Se Eu Fosse Você 2
- 2009: Cabeça a Prêmio
- 2009: Norma (Fernsehserie, 3 Episoden)
- 2010: Chico Xavier
- 2010: S.O.S. Emergência (Fernsehserie, Episode 1x01)
- 2010: As Cariocas (Fernsehserie, Episode 1x08)
- 2011: Bruna Surfergirl – Geschichte einer Sex-Bloggerin (Bruna Surfistinha)
- 2011: Assalto ao Banco Central
- 2011: Insensato Coração (Fernsehserie, 93 Episoden)
- 2012: Dercy de Verdade (Mini-Serie, 4 Episoden)
- 2012–2013: Lado a Lado (Fernsehserie, 91 Episoden)
- 2013: Além do Horizonte (Fernsehserie)
- 2013: Confissões de Adolescente
- 2015: Babilônia (Fernsehserie, 18 Episoden)
- 2016: Justiça (Mini-Serie, 20 Episoden)
- 2017: Segredos de Justiça (Fernsehserie, Episode 2x02)
- 2017: Gosto Se Discute
- 2017–2018: Tempo de Amar (Fernsehserie, 123 Episoden)
- 2019–2020: Éramos Seis (Fernsehserie, 54 Episoden)
- 2021: Fluxo